# محمد نادری (بازیکن فوتبال)
محمد نادری (زادهٔ ۱۴ مهر ۱۳۷۵ در قزوین) بازیکن فوتبال اهل ایران است که در پست دفاع چپ برای تیم تراکتور در لیگ برتر خلیج فارس بازی می‌کند.

## دوران باشگاهی
وی سابقهٔ بازی در تیم‌های سایپا، مقاومت تهران، نساجی مازندران و تراکتور را نیز در کارنامه دارد.

### تراکتور
محمّد نادری در فصلی که باشگاه تراکتورسازی تبریز از گرفتن بازیکن محروم بود ۲۵ بار به میدان رفت و ۲۱۴۹ دقیقه بازی کرد و در فصل بعد لژیونر شد.

### کورتریک
او در سال ۲۰۱۸ از تراکتورسازی جدا و راهی اروپا شد. او تیم کورتریک را انتخاب کرد و با قراردادی ۴ ساله به این تیم پیوست.

### پرسپولیس
در سال ۲۰۱۸ به لیگ ایران برگشت و برای دو فصل برای باشگاه فوتبال پرسپولیس تهران به میدان رفت.

### استقلال تهران
وی با قرارداد یک ساله در آبان ماه سال ۱۳۹۹ به تیم استقلال تهران پیوست.وی توانست در بازی با پیکان در جام حذفی به پاس گل برسد. او در بازی بعدی برابر ماشین‌سازی تبریز، اولین گل خود را با پیراهن استقلال و ادوار لیگ برتر به ثمر رساند. پس از آن او در دو بازی متوالی لیگ قهرمانان آسیا مقابل الاهلی عربستان و الشرطه عراق گل‌زنی کرد و محبوبیت بیشتری در بین هواداران استقلال پیدا کرد.

### آلتای اسپور
وی با قرارداد در مرداد ۱۴۰۰ به تیم آلتای اسپور پیوست.

### تراکتور
در ۱۴ مرداد ۱۴۰۲، نادری با عقد قراردادی سه ساله به تیم تراکتور پیوست.

## دوران ملی

### دعوت به تیم ملی ایران
محمد نادری اولین بار در سال ۱۳۹۸ و توسط ویلموتس به تیم ملی فوتبال ایران دعوت شد. او در همان سال و در برابر تیم ملی عراق به عنوان بازیکن تعویضی به میدان آمد و اولین بازی‌ملی خود را برای تیم ملی ایران انجام داد.

## آمار

### باشگاهی
تا تاریخ ۴ دی ۱۴۰۲
| باشگاه            | دسته              | فصل               | لیگ  | لیگ | جام  | جام | قاره | قاره | مجموع | مجموع |
| باشگاه            | دسته              | فصل               | بازی | گل  | بازی | گل  | بازی | گل   | بازی  | گل    |
| ----------------- | ----------------- | ----------------- | ---- | --- | ---- | --- | ---- | ---- | ----- | ----- |
| تراکتور           | لیگ برتر          | ۲۰۱۶–۲۰۱۷         | ۱    | ۰   | ۱    | ۰   | _    | _    | ۲     | ۰     |
| مجموع تراکتور     | مجموع تراکتور     | مجموع تراکتور     | ۱    | ۰   | ۱    | ۰   | _    | _    | ۲     | ۰     |
| نساجی             | لیگ آزادگان       | ۲۰۱۶–۲۰۱۷         | ۸    | ۱   | ۰    | ۰   | _    | _    | ۸     | ۱     |
| مجموع نساجی       | مجموع نساجی       | مجموع نساجی       | ۸    | ۱   | ۰    | ۰   | _    | _    | ۸     | ۱     |
| تراکتور           | لیگ برتر          | ۲۰۱۷–۲۰۱۸         | ۲۵   | ۰   | ۳    | ۰   | ۶    | ۰    | ۳۴    | ۰     |
| مجموع تراکتور     | مجموع تراکتور     | مجموع تراکتور     | ۲۵   | ۰   | ۳    | ۰   | ۶    | ۰    | ۳۴    | ۰     |
| پرسپولیس          | لیگ برتر          | ۲۰۱۸–۲۰۱۹         | ۱۳   | ۰   | ۳    | ۰   | ۶    | ۰    | ۲۲    | ۰     |
| پرسپولیس          | لیگ برتر          | ۲۰۱۹–۲۰۲۰         | ۱۷   | ۰   | ۴    | ۰   | ۱    | ۰    | ۲۲    | ۰     |
| مجموع پرسپولیس    | مجموع پرسپولیس    | مجموع پرسپولیس    | ۳۰   | ۰   | ۷    | ۰   | ۷    | ۰    | ۴۴    | ۰     |
| استقلال           | لیگ برتر          | ۲۰۲۰–۲۰۲۱         | ۲۳   | ۱   | ۵    | ۰   | ۴    | ۲    | ۳۲    | ۳     |
| مجموع استقلال     | مجموع استقلال     | مجموع استقلال     | ۲۳   | ۱   | ۵    | ۰   | ۴    | ۲    | ۳۲    | ۳     |
| آلتای اسپور       | لیگ ترکیه         | ۲۰۲۱–۲۰۲۲         | ۲۴   | ۱   | ۱    | ۰   | ۰    | ۰    | ۲۵    | ۱     |
| آلتای اسپور       | لیگ یک ترکیه      | ۲۰۲۲–۲۰۲۳         | ۳۰   | ۲   | ۰    | ۰   | ۰    | ۰    | ۳۰    | ۲     |
| مجموع آلتای اسپور | مجموع آلتای اسپور | مجموع آلتای اسپور | ۵۴   | ۳   | ۱    | ۰   | ۰    | ۰    | ۵۵    | ۳     |
| تراکتور           | لیگ برتر          | ۲۰۲۳–۲۰۲۴         | ۱۰   | ۰   | ۰    | ۰   | ۰    | ۰    | ۱۰    | ۰     |
| مجموع تراکتور     | مجموع تراکتور     | مجموع تراکتور     | ۱۰   | ۰   | ۰    | ۰   | ۰    | ۰    | ۱۰    | ۰     |
| مجموع آمار        | مجموع آمار        | مجموع آمار        | ۱۵۱  | ۵   | ۱۷   | ۰   | ۱۷   | ۲    | ۱۸۵   | ۷     |

### بازی‌های ملی
تا تاریخ ۱۴ نوامبر ۲۰۱۹
| ایران | ایران | ایران |
| سال   | بازی  | گل    |
| ----- | ----- | ----- |
| ۲۰۱۹  | ۱     | ۰     |
| مجموع | ۱     | ۰     |

## افتخارات

### باشگاهی
تراکتور
- جام حذفی ایران نایب‌قهرمان (۱): ۹۶–۱۳۹۵
- لیگ برتر خلیج فارس (۱): ۰۴–۱۴۰۳

پرسپولیس
- لیگ برتر (۲): ۹۸–۱۳۹۷، ۹۹–۱۳۹۸
- جام حذفی (۱): ۹۸–۱۳۹۷
- سوپر جام (۱): ۱۳۹۸

استقلال
- جام حذفی نایب‌قهرمان (۱): ۱۴۰۰–۱۳۹۹

### فردی
- بهترین مدافع چپ سال در برنامه نوروز فوتبالی (از طریق نظرسنجی): ۱۳۹۸[۷]
- بهترین بازیکن هفته شانزدهم لیگ دسته یک ترکیه ۲۳–۲۰۲۲[۸]